# アルマルサ
アルマルサ(Almarza)は、スペイン・カスティーリャ・レオン州ソリア県のムニシピオ（基礎自治体）。2014年にスペイン国立統計局(INE)によって行われた国勢調査による人口は610人だった。

## 人口
| アルマルサの人口推移 1900－2010                         |
|                                                         |
| 出典:INE（スペイン国立統計局）1900年 - 1991年、1996年 - |